# HMAS Encounter (1902)
HMAS Encounter був захищеним крейсером другого класу типу «Челенджер», який служив у складі Королівського флоту, а потім Королівського австралійського військового флоту. Корабель побудували на військово-морській верфі Девонпорту і завершили у кінці 1905 року.

## Служба
Перші шість років своєї кар'єри «Інкаунтер» діяв у складі Австралійської екадри Королівського флоту, потім був переданий новим військово-морським силам Австралії.

## Участь у бойових діях Першої світової війни
Під час Першої світової війни крейсер став першим кораблем Королівського австралійського військово-морського флоту, який відкрив вогонь по противнику, коли бомбардував місто Тома в Новій Гвінеї, яке обороняли німецькі колоніальні сили. Продемонстрована крейсером вогнева потужність спонукала їх до капітуляції.
«Інкаунтер» діяв в районах Нової Гвінеї, Фіджі, Самоа та Малаї до 1916 року, коли крейсер повернувся в австралійські води. Корабель провів решту війни, патрулюючи та супроводжуючи конвої навколо Австралії та в Індійський океан.

### Останні роки
У 1919 році «Інкаунтер» був відправлений для евакуації адміністратора Північної території та його сім'ї після заколоту в Дарвіні.
У 1920 році «Інкаунтер» було зараховано до резерву, але в подальшому його використовували як плавучий склад до повного виведення з експлуатації в 1929 році. У 1932 році крейсер був затоплений біля Сіднея.